# Cosmin Pascari
Cosmin Pascari (født 12. maj 1998 i Gura Humorului, Rumænien) er en rumænsk roer.
Pascari var med i den rumænske firer uden styrmand, der vandt sølv ved OL 2020 i Tokyo. Resten af bådens mandskab bestod af Mihăiță Țigănescu, Mugurel Semciuc og Ștefan Berariu. Rumænien vandt sølv efter en tæt finale, hvor man kom i mål 0,37 sekunder efter guldvinderne fra Australien og 0,84 sekunder foran Italien, der vandt bronze.
Pascari har desuden vundet en VM-sølvmedalje i firer uden styrmand ved VM 2019 i Østrig.

## OL-medaljer
- 2020:  Sølv i firer uden styrmand